# Партизански брак
Партизански брак као привремени облик брачне заједнице у рату, настао је као изазов традиционално утврђеним родним улогама и тиме спречио снажну реакцију јавног мњења, пре свега оних снага, које су сматрале да ступањем у такав брак „наоружана жена угрожава традиционалну везу маскулинитета и војске, умањују мушки статус бораца, али и незаобилазно покрећу и тему морала”  Примењиван је у НОБ од 1942 до 1945. године.  Самодисциплина и сексуална узорност промовисане су као партизанске вредности, али су у пракси заједнички живот у одредима, као и неизвесност и страх утицали на ослобађање емоција и успостављање блискости, што је требало на неки начин каналисати — склапањем партизанског брака. 
На озваничење љубавних веза партизанским браком, утицала је и тежња руководства, да сачува морал у својим редовима, јер је наклоност жена и њихова подршка партизанском покрету видно оптерећивале, не само окупаторе већ и колаборационистичке власти и равногорски покрет, и тиме слабила њихову борбену готовост и деморалисала их. Тако је страх од слабљења морала у партизанским редовима резултовало одбраном породице, јер је један од основних мотива квислинга и равногорске пропаганде била тврдња да партизански покрет уништава управо породичне тековине.
Након признавања љубавне везе, а затим склапања брачне заједнице пред партијским органима КПЈ, брачни парови су наредбом команданта раздвајани и упућивани у друге чете, чиме је фактички онемогућаван њихов контакт.

## Општа разматрања о моралу у војсци
Значајан моменат у креирању стереотипа о моралу,  промискуитету и суровости у војним одредима у којима су ратовале и жене, имала је чињеница да су те стереотипе стварали углавном мушкарци који су током рата били у позадини борбрних дејстава и који су се већ самим тим осећали инфериорно у поређењу са мушкарцима ратницима (било на којој страни),  пас се зато у већини држава које су увеле помоћне женске војне службе повремено покретало питање морала, ванбрачних и брачних веза у тим одредима. 
У Великој Британији је чак одређен парламентарни комитет задужен да утврди истину о причама о алкохолизму, промискуитету и ванбрачним трудноћама жена у одредима. Насупрот раширеним гласинама, комитет је 1942. изнео закључак да жене у овим службама имају значајно мању стопу ванбрачних трудноћа, и да је склапање ратних бракова значајно мањи него у цивилству међу истим социјалним групама.
Слично питање покретано је и у Сједињеним Америчким Државама 1943. године, као и у Совјетском Савезу где су такође постојала мишљења да су жене у војним одредима склоне љубавним везама. 
Став који је постојао у југословенским комунистичким круговима да су комунисти људи посебног кова са аскетским моралом и спремношћу на жртву, додатно је појачан након сузбијања слободне љубави у међуратном периоду, и пренео се и на народноослободилачки покрет.  Јер је култ револуционарне аскезе према Владимиру Дедијеру имао дубље корене: био је одлика револуција попут француске и руске, а потицао је и из народних обичаја који су налагали уздржавање од сексуалних односа у време ратова, буна и великих промена.
Учешће жена у народноослободилачком покрету један је од значајних феномена у модерној историји. Жене су доказале да у модерном рату могу да се боре једнако као и мушкарци. А много партизана и партизанки се одрекло „нормалног брачног живота“ и прихватиле ризике смрти, рањавања и заробљавања, мучења, недостатак основне хигијене и интимности.

## Предуслови
Међутим и поред примена пуританске етике пропагиране од стране комунистичке организације током рата била је у значајној мери отежана ступањем жена у партизанске одреде. Заједнички живот мушкараца и жена, страх, патња, неизвесност и смрт били су један од значајан фактор у приближавању и успостављању интимних односа патизанки и партизана, имајући у виду да према истраживањима ратна ситуација и могућа смрт љубав приближава људе. Љубавне односе нису иницирали само мушкарци, већ и жене.

 
Боравак у  партизанима, ван контроле родитеља, значио је за омладину стицање нових слобода, па одатле и њихово слободније упуштање у сексуалне односе. По ступању у одреде, младићи који су пре рата били у љубавним везама са појединим девојкама користили су та познанства и покушавали да девојке привуку и ангажују на пружању подршке народноослободилачкој војсци, и на тај начин сачувају и одрже започету везу.
А младост и полет, као и љубав, чинили су борбу страственијом, подстичући осећај и потребу да се докаже пред вољеном особом и да се постане херој.
Већ на почетку устанка међу сеоским девојкама био је раширен став да су комунисткиње жене ниског морала, које ступају у односе са свим борцима у одреду. Па су у том смислу девојке у сурету са партизанима често без већег устезања запиткивале и партизанке и партизане о њиховом сексуалном животу и моралу, алудирајући на њихов слободан живот, што се показивало као један од главних момената њиховог интересовања. Провоцирање разговора о сексуалном животу представљало је заправо неку основу успостављања контакта са партизанима, који су се понекад осећали и угрожени наступом радозналих сеоских жена.
Иако постоје писани документи да је успостављање љубавних веза у одредима кажњавано смрћу, таква казна примењивана је чешће у случајевима силовања које би починили припадници народноослободилачких одреда. Силовања сељанки од стране партизана дешавала су се у околини Чачка током устанка 1941, а један број партизана који су били „некоректни“ према другарицама, стрељан је после испитивања.

## Партизански брак
Питање интимних односа мушкараца и жена у НОБ решено је и легализовано партизанским браком. Ступањем у брак припадници одреда усмеравани су на тај начин ка моногамији чиме је спроведена контрола интимних односа пошто се испоставило да их није било могуће сасвим сузбити и искоренити. Партија је на тај начин контролисала интимни живот припадника одреда, што је био један од њених главних циљева, у спречавању наморалних љубавних веза.  
Неформално венчање или „партизански брак” склопан је по одобрењу партијске организације, а примењиванивано је од 1942. и представљао је значајно средство за регулисање сексуалних односа у одреду. 
Пред партизанске парове на овај начин стављана је могућност избора или да се разиђу или да склопе партизански брак пред Партијом и са одобрењем партијске организације. Како су поједине бригаде током 1944. године критиковане да су на таква венчања гледале сувише круто то је за последицу узроковало појаву нешто већег броја недозвољених односа.
 

Након признавања љубавне везе, а затим склапања партизанског брака, брачни парови су наредбом команданта раздвајани и упућивани у друге чете, чиме је фактички онемогућаван њихов контакт. 
Ово је био ефикасан принцип обуздавања и каналисања интимних односа припадника одреда и њиховог  усмеравања ка испољавању војне борбености. Спутавање сексуалних нагона утицало је и на појаву „агресије против свога Ја“, која се празнила и путем самопожртвовања. У том смислу је и Ивлин Во идеализовао односе партизанки и партизана истичући да је патриотски занос „потпуно потиснуо секс“.
 Такође раздвајање супружника које је тек после ослобођење донело и спајање растурених породица, чији су чланови током рата преживели различите судбине и имало понекад супротна искуства, често је била непремостива препрека за успостављање заједничког живота у миру. 
У том смислу издато је Упутству штаба Првог шумадијског НОП одреда „Милан Благојевић“ априла 1944. године у коме је истакнуто:
У одредима мора постојати челична дисциплина и развијено другарство, а да брачни парови морају бити раздвојени у различите чете.
Овим и другим упутствима команданата одреда препоручено је да они који успостављају интимне односе буду строго кажњени да би послужили као застрашујући пример,  а током 1944. године усталила се пракса да се одржавају посебни партијски састанци, на којима је често главна тема било питање односа мушкараца и жена.
Очување породице и њених чланова током рата, за многе парове, нарочито жене значило је довољну утеху, наду и сатисфакцију упркос ратним недаћама, а међусобна посвећивања између два борбена дејства, олакшавало им је навикавање на будуће мирнодопске услове живота.